# رايموند راسيل
رايموند راسيل (بالإنجليزية: Raymond Russell)‏ هو لاعب غولف بريطاني، ولد في 26 يوليو 1972 في إدنبرة في المملكة المتحدة.

## وصلات خارجية
- رايموند راسيل على موقع رابطة أوروبا للاعبي الغولف المحترفين (الإنجليزية)
- رايموند راسيل على موقع التصنيف العالمي الرسمي للغولف (الإنجليزية)